# Ski Party
Ski Party (Brasil: Festa no Gelo ) é um filme de comédia americano dirigido por Alan Rafkin e lançado pela American International Pictures (AIP), estrelando Frankie Avalon e Dwayne Hickman. Ski Party é parte dos filmes dos anos 1960 do subgênero que ficou conhecido como turma da Praia, com mudança no cenário tradicional de praia para as encostas para a prática do esqui – embora a cena final se passe na praia.

## Elenco
- Frankie Avalon como Todd Armstrong
- Dwayne Hickman como Craig Gamble
- Deborah Walley como Linda Hughes
- Yvonne Craig como Barbara Norris
- Robert Q. Lewis como Mr. Pevney
- Bobbi Shaw como Nita Elksberg
- Aron Kincaid como Freddie Carter
- The Hondells como eles mesmos
- Steven Rogers como Gene
- Patti Chandler como Janet
- Michael Nader como Bobby
- Salli Sachse como Indian
- John Boyer como John
- Mikki Jamison como Mikki
- Mickey Dora como Mickey
- Mary Hughes como Mary
- Bill Sampson como Arthur
- Luree Holmes como Luree
- Lesley Gore como ela própria
- James Brown & The Famous Flames (Bobby Byrd, Bobby Bennett e Lloyd Stallworth) como eles mesmos

## Produção
O Los Angeles City College (uma instituição no East Hollywood) foi a locação usada por a universidade anônima do filme. As cenas externas com neve foram filmadas em Sun Valley e em seus arredores. o Filme credita o Sawtooth National Forest em Idaho.

## Música
Ski Party é pontuado com números musicais de Lesley Gore, que canta a canção de Marvin Hamlisch "Sunshine, Lollipops, and Rainbows" em um ônibus, e James Brown & The Famous Flames (Bobby Byrd, Lloyd Stallworth e Bobby Bennett) que cantam "I Got You (I Feel Good)".
O The Hondells cantam duas canções escritas por Gary Usher e Roger Christian – a faixa-título, em trajes de banho na praia e também a faixa de encerramento, "The Gasser" em Sorrento Beach, Santa Mônica.
O grupo Avalon canta a faixa surf-rock "Lots, Lots More", (de Richie Adams e Larry Kusik) ao qual se juntam Hickman, Walley e Craig na canção "Paintin' the Town", escrita por Bob Gaudio do grupo The Four Seasons.
Walley e Craig cantam "We'll Never Change Them", canção de Guy Hemric e Jerry Styner, originalmente escrita com o título "I'll Never Change Him" e cantada por Annette Funicello em uma cena cortada de Folias na Praia.
Este é o único filme da AIP com o tema turma da praia sem músicas de Les Baxter. Edwin Norton é creditado como editor musical e Al Simms como supervisor musical.

## Recepção
Samuel Arkoff da AIP afirma que o filme foi uma decepção comercial.

## Merchandising
A Dell Comics lançou um gibi de 12 centavos de dólar com uma versão de Ski Party assim que o filme foi lançado.